# برادریک اوفارل
برادریک اوفارل (انگلیسی: Broderick O'Farrell؛ ‏ ۱۳ ژوئیهٔ ۱۸۸۲ – ۲ سپتامبر ۱۹۵۵) بازیگر اهل ایالات متحده آمریکا بود. وی کار بازیگری تئاتر را از سن ۱۴ سالگی با «گروه نمایش بیکر» آغاز کرد. سپس از دههٔ ۱۹۲۰ وارد بازیگری سینما شد.
از فیلم‌هایی که وی در آن‌ها نقش داشته‌است، می‌توان به عزا برازنده الکتراست، دو خواهر اهل بوستون، پیتسبرگ و بیوهانکز اشاره نمود.